# Pu Yi

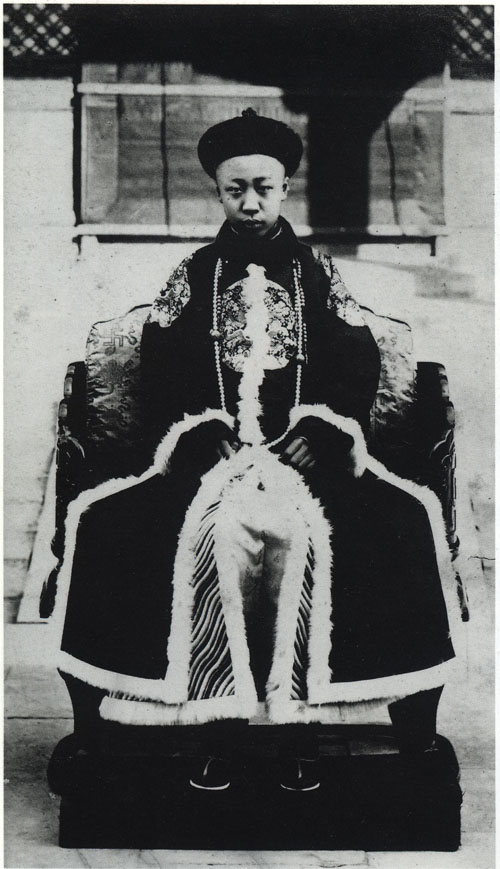
Pu Yi a la Ciutat Prohibida

Pu Yi (xinès tradicional: 溥儀, pinyin: Pǔyí; 7 de febrer de 1906 - 17 d'octubre de 1967) fou l'emperador de la Xina des de 1908 fins a 1924 (regnant com a Emperador Xuantong [xinès tradicional: 宣統皇帝, pinyin: Xuāntǒng Huángdì] entre el 1908 i el 1911 i com a emperador no governant des del 1911 fins al 1924). Fou el dotzè emperador de la dinastia Qing que governà la Xina, pertanyent a la nissaga manxú dels Aisin-Gioro. Com que el 1912, es proclamà la República de la Xina, Pu Yi fou el darrer emperador de la Xina.
Posteriorment, entre 1934 i 1945, Pu Yi fou l'Emperador Kangde (xinès tradicional: 康德皇帝, pinyin: Kāngdé Huángdì) de Manxukuo. A la República Popular de la Xina, va ser membre de la Conferència consultiva del poble xinès des de 1964 fins a la seva mort; aleshores, usava el nom xinès d'Aixinjueluo Pu Yi.

## Nom
En català, és conegut simplement com a Pu Yi (Pu-i segons la transliteració de Wade-Giles), la qual cosa s'ajusta a la tradició manxú de no usar mai un nom de clan, com en aquest cas ho és Aisin-Gioro, juntament amb el nom individual d'una persona. Ara bé, segons el costum xinès i manxú, el nom personal de l'emperador era tabú i, doncs, no es podia ni pronunciar; per això, els monarques prenien un nom de regnat com ho feu Pu Yi adoptant el nom de Xuantong; per tant, si el coneixem per Pu Yi, és perquè després que, el 1924, fos expulsat de la Ciutat Prohibida i desposseït del títol imperial, les autoritats de la República de la Xina, com a mostra de rebuig al vell ordre, passaren a anomenar-lo senyor Pu Yi (xinès tradicional: 溥儀先生).
Puyi també és conegut per haver utilitzat un nom anglés, "Henry", que va triar d'una llista de reis d'Anglaterra que li va donar el seu professor d'anglès, l'escocès Reginald Johnston, després que Puyi li demanara un nom en l'idioma. Tanmateix, aquest nom Henry només s'usà entre 1920 i 1932 en mitjans occidentals però mai a la Xina.

## Ascendència

### Branca paterna
El besavi de Pu Yi fou l'emperador Daoguang (1820-1850), succeït pel seu quart fill, Xianfeng (1850-1861), a la mort del qual el tron passà al seu únic fill, Tongzhi (1861-1875), el qual va morir sense descendència i fou succeït per Guangxu (1875-1908), fill del príncep Chun I (1840-1891), fill de Daoguang i mig germà de Xianfeng, i de la seva muller, germana petita de l'Emperadriu vídua Cixi.
El pare de Pu Yi era el príncep Chun II (1883-1951), fill del príncep chun I i de la seva concubina dita Lady Lingiya (1866-1925). Per tant, Chun II era mig germà de l'emperador Guangxu, el qual va morir sense descendència.

### Branca materna
Youlan (幼蘭), mare de Pu Yi, (1884-1921), fou la segona muller del príncep Chun II; el seu pare era el general manxú Ronglu (榮祿) (1836-1903), del clan dels Guwalgiya, un dels dirigents de la facció conservadora de la cort imperial i un ferm partidari del govern de l'emperadriu Cixi, la qual va recompensar-lo casant la seva filla Youlan dins de la família imperial.

## Biografia

### Emperador de la Xina (1908–1912)

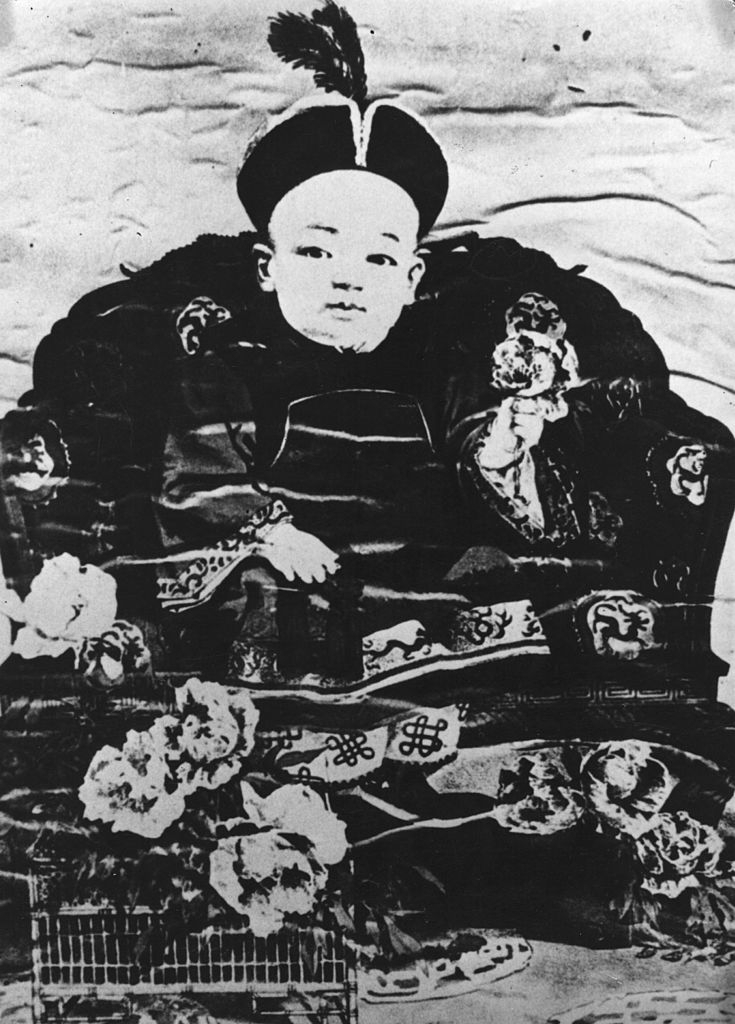
Retrat pintat de Puyi, 1908.

Escollit per l'emperadriu vídua Cixi, Puyi es va convertir en emperador al desembre 1908, a l'edat de 2 anys i 10 mesos, després que l'emperador Guangxu, mig oncle de Puyi, morira sense fills el 14 de novembre. Amb el títol d'Emperador Xuantong, la introducció de Puyi a la vida d'un emperador va començar quan els funcionaris del palau van arribar a la seua residència familiar per emportar-se'l. La vesprada del 13 de novembre de 1908, sense cap avís previ, una processó d'eunucs i guàrdies encapçalada pel camarlenc del palau va eixir de la Ciutat Prohibida cap a la mansió del Nord per a informar al príncep Chun que s’estaven emportant al seu fill Puyi, de dos anys, per a ser el nou emperador. El xiquet va cridar i va resistir quan els funcionaris van ordenar als assistents eunucs que el recolliren. Els pares de Puyi no van dir res quan van saber que perdien el seu fill. Mentre Puyi va plorar, cridant que no volia deixar els seus pares, va ser obligat a entrar en un palanquí que el va portar de nou a la Ciutat Prohibida. La dida de Puyi, Wang Wen-Chao, era l'única persona de la mansió del Nord que podia anar amb ell. En arribar a la Ciutat Prohibida, Puyi va ser portat a veure Cixi. Puyi va recordar més tard:
Encara tinc un record feble d'aquella trobada, el xoc de la qual va deixar una profunda impressió a la memòria. Recorde que de sobte em vaig trobar envoltat d'estranys, mentre davant meu hi havia penjada una tènua cortina a través de la qual podia vore un rostre horrible i esgarrifós. Era Cixi. Es diu que vaig esclatar a udols a la vista i vaig començar a tremolar incontrolablement. Cixi va dir a algú que em donara uns dolços, però jo els vaig llençar a terra i vaig cridar: "Vull nana, vull nana", per al seu gran disgust. "Quin xiquet més trasto", va dir. "Emporteu-se'l a jugar".
Son pare, el príncep Chun, es va convertir en príncep regent (摄政 王). Durant la coronació de Puyi al Saló de la Suprema Harmonia el 2 de desembre de 1908, el jove emperador va ser portat al Tron del Drac per son pare. Puyi es va espantar per l'escena que tenia davant i pels sons ensordidors dels tambors cerimonials i la música, i va començar a plorar. El príncep no podia fer res més que consolar-lo tranquil·lament: "No plores, prompte s'acabarà".
Puyi no va veure sa mare biològica, la princesa Consort Chun, durant els set anys següents. Va desenvolupar un vincle especial amb Wang i la va acreditar com l'única persona que el podia controlar. Va ser expulsada quan ell tenia huit anys. Després de casar-se, de tant en tant la portava a la Ciutat Prohibida i, més tard, a Manxukuo, per visitar-lo. Després del perdó especial del govern el 1959, va visitar el seu fill adoptiu i només llavors va conèixer els seus sacrificis personals per ser la seua infermera.
El príncep Chun II, pare de Pu Yi, actuà com a regent fins que, arran del triomf de la Revolució Xinhai fou substituït el 6 de desembre de 1911 per l'emperadriu vídua Longyu, la qual, el 12 de febrer de 1912, va haver de signar l'"Edicte d'Abdicació de l'Emperador del Gran Qing" (清帝退位詔書) en virtut d'un pacte entre Yuan Shikai, general de l'Exèrcit de Beiyang, la cort imperial de Pequín i els republicans que dominaven el sud de la Xina. Segons els "Articles del Tractament Favorable de l'Emperador del Gran Qing després de la seva abdicació" (清帝退位優待條件), signats amb la novella República de la Xina, Pu Yi conservava el títol imperial i el govern de la República havia de tractar-lo segons el protocol propi d'un monarca estranger; a més, l'emperador continuava residint a la Ciutat Prohibida.
Després de la mort de Yuan Shikai (1916), la República de la Xina va viure un període d'inestabilitat en què el poder real el tingueren els senyors de la guerra, antics governadors militars imperials de les diferents regions. L'1 de juliol de 1917, el senyor de la guerra general Zhang Xun (張勛) va proclamar la restauració de l'Imperi, ara bé, aquest projecte fracassà arran de l'oposició que trobà a tot arreu de la Xina i de l'acció del senyor de la guerra general Duan Qirui; els republicans arribaren a bombardejar la Ciutat Prohibida, i l'intent de restauració finalitzà el 12 de juliol.
Els pactes de l'Edicte d'Abdicació van estar vigents fins que, el 1924, el senyor de la guerra Feng Yuxiang desposseí Pu Yi del títol imperial i l'expulsà de la Ciutat Prohibida.

### Emperador de Manxukuo (1934–1945)

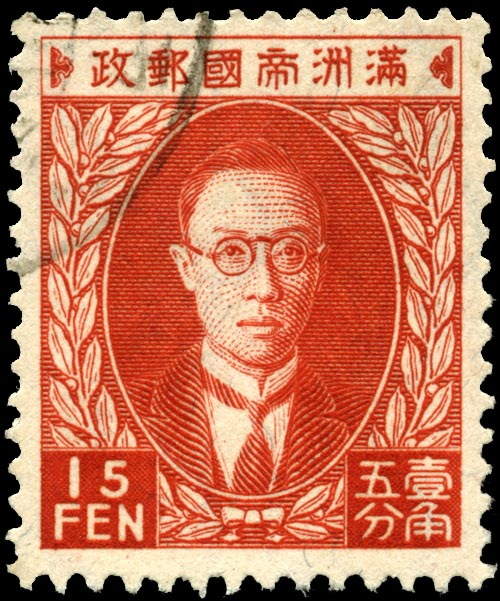
1935 Segell postal de Manxukuo amb l'efígie de l'emperador Pu Yi

Després de la seva expulsió de la Ciutat Prohibida, Pu Yi va establir-se a Tianjin, ciutat de la Xina sota domini japonès.
Manxúria va estar sota una forta influència russa a causa de la construcció del ferrocarril a Vladivostok. El Japó va reemplaçar aquesta influència russa després de la guerra russo-japonesa de 1904, i va instal·lar la línia Mandchou Sud el 1906 fins a Port Arthur (en japonès: Ryojun). Entre la Primera i la Segona Guerra Mundial, Manxúria es transformà en un camp de batalla política i militar. La influència japonesa s'estén després del caos de la Revolució Russa, però l'URSS va reprendre parcialment el control a partir de 1925. Després d'envair la Xina el 1931, el Japó declara la zona independent de la Xina el 18 de febrer de 1932, sota el nom de Manxukuo, és a dir, Gran estat Manxú de la Xina. Changchun va ser escollida com a capital i rebatejada com a Xinjing o "Nova capital".
L'1 de març de 1932, Pu Yi fou nomenat pels japonesos governant de amb el nom de Datong (大同), i, el 1934, coronat emperador de Manxukuo amb el nom de Kangde (康德). Malgrat que en públic es mostrés submís amb els japonesos, en privat s'hi enfrontava, ja que no acceptava haver estat primer cap de l'Estat i després emperador de Manxukuo en comptes d'haver estat restaurat com a emperador de la Xina; un exemple d'aquesta confrontació és que en la cerimònia de la seva coronació, els japonesos volien que es posés un uniforme de Manxukuo mentre que ell volia dur la vestimenta tradicional dels emperadors Qing. Aquest conflicte es resolgué amb una solució de compromís: Pu Yi va posar-se l'uniforme en la seva coronació però en el moment de l'anunciació a l'Altar del Cel del seu accés al tron duia les vestidures Qing.
Pujie, germà de Pu Yi casat amb Hiro Saga, cosina llunyana de l'emperador del Japó Hirohito, fou proclamat hereu mentre l'emperador no tingués descendència.
Els japonesos vigilaven estretament la cort de Pu Yi, el qual, en una visita a Tòquio, va mostrar-se llagoter amb la família imperial japonesa. A nivell personal, Pu Yi va començar a interessar-se pel budisme, ara bé, seguint la política de japonització que havien aplicat a Corea i a tot arreu, els japonesos l'obligaren a declarar el xintoisme religió oficial del Manxukuo. Per altra banda, els antics partidaris de Pu Yi van anar sent eliminats i substituïts per ministres favorables als japonesos. Durant els seus anys com a emperador de Manxukuo, Pu Yi va dedicar-se, principalment, a signar i promulgar les lleis que li dictaven els japonesos, recitar pregàries, consultar oracles i fer visites oficials arreu del regne.

### Sota la República Popular Xinesa
Al final de la Segona Guerra Mundial, el 16 d'agost de 1945, Pu Yi fou fet presoner per l'Exèrcit Roig quan intentava fugir de Manxúria. El 1946, l'exemperador declarà com a testimoni al Judici de Tòquio contra els criminals de guerra, i va expressar-hi les seves queixes de sobre com l'havien tractat els japonesos.
El 1949, Mao Zedong entrà a Pekín i proclamà la República Popular de la Xina; aleshores, Pu Yi va escriure a Stalin suplicant-li no ser repatriat a la Xina, fins i tot li parlava del canvi que havia significat en la seva concepció del món les obres de Karl Marx i Lenin, que ell havia llegit a la presó. Tanmateix, com que Stalin volia conservar les bones relacions amb Mao, Pu Yi fou enviat cap a la Xina el 1950 i va ser reclòs en un camp de reeducació a Fushun, a la província de Liaoning, fins que, el 1959, se'l va declarar reformat. Aleshores, gràcies a un permís especial de Mao, Pu Yi va estar-se sis mesos vivint en un pis normal de Pekín amb la seva germana, fins que se'l va dur a una residència finançada pel govern; va declarar el seu suport al comunisme i treballà als jardins botànics de Pequín. El 30 d'abril de 1962 va casar-se amb qui havia estat la seva infermera Li Shuxian; després va passar a treballar com a editor del departament literari de la Conferència Consultiva Popular.
Encoratjat per Mao i pel primer ministre Zhou Enlai, i comptant amb un obert suport del govern, Pu Yi va escriure la seva autobiografia titulada 我的前半生 — "La meitat anterior de la meva vida", a la qual, en les traduccions occidentals, se li han donat títols com ara D'emperador a ciutadà  o Jo vaig ser l'últim emperador de la Xina.

## Mort i enterrament
Mao va començar la Revolució Cultural el 1966; aleshores, els joves milicians de la Guàrdia Roja centraren els seus atacs en Pu Yi, símbol de l'antiga Xina Imperial; per això, se'l va posar sota protecció tot i que se li van reduir el salari i les racions de menjar i també se'l va privar d'alguns luxes, cosa que l'afectà tan físicament com moral. Al final, el 17 d'octubre de 1967, va morir de càncer i de complicacions cardíaques.
Segons la legislació aleshores vigent, el cos de Pu Yi fou incinerat i les seves cendres van ser dipositades, juntament amb les restes d'altres dignataris de l'Estat, al Cementiri Revolucionari de Babaoshan, on, abans de la Revolució, s'hi enterraven les concubines imperials i els eunucs.
El 1995, com a part d'un acord comercial, la vídua de Pu Yi va traslladar-ne les restes a un cementiri a prop de les Tombes Qing Occidentals, uns cent vint quilòmetres al sud-oest de Pequín, on hi ha enterrats nou emperadors Qing juntament amb tres emperadrius i seixanta-nou prínceps, princeses i concubines imperials.
Finalment, el 2004, els descendents de la família imperial dels Qing van donar-li un nom pòstum [Mindi (愍帝)] i un nom de temple [Gongzong (恭宗)] a Pu Yi, noms, però, que no han estat aprovats per la línia directa de la família imperial. Per altra banda, Xùndì (遜帝) ("L'emperador que va abdicar") és el nom pòstum que li donen els llibres d'història tant a la Xina com a Taiwan.

## Família
Pu Yi va tenir molts germans, dos dels quals resulten importants per a la història de la Xina i de la dinastia Qing: 
- Pujie (1907 – 1994), que va tenir un paper menor en el govern de Manxukuo
- Puren (qui més tard va prendre el nom de Jin Youzhi), un germanastre jove, nascut el 1918 després que a la Xina s'hi hagués proclamat la República, mort el 2015.

Dues esposes
- Gobulo Wan Rong, l'Emperadriu (婉容) (1906 – 1946). Amb qui es va casar el 1922
- Li Shuxian (李淑賢) (1925 – 1997). Amb qui es va casar el 1962

Tres concubines
- Wen Xiu, La Concubina imperial Xu (淑妃) (1907 – 1951). Amb qui es va casar el 1922, se'n divorcià el 1931
- Tan Yuling, la Concubina Xiang (谭玉龄) (1920 – 1942). Amb qui es va casar el 1937.
- Li Yuqin, la Concubina Fu (李玉琴) (1928 – 2001). S'hi va casar el 1943, se'n va divorciar el 1958.

### Per Puyi
- Autobiografia de Puyi – escrit per Li Wenda. El títol del llibre xinés sovint se cita com From Emperor to Citizen.
  - Aisin-Gioro, Puyi.  (en xinès).  Foreign Languages Press, 2002. ISBN 978-7-119-00772-4. – original
  - Pu Yi, Henry. The Last Manchu: The Autobiography of Henry Pu Yi, Last Emperor of China.  Skyhorse Publishing, 2010. ISBN 978-1-60239-732-3. – traducció

### D'altres
- Behr, Edward. The Last Emperor.  Toronto: Futura, 1987. ISBN 978-0-7088-3439-8.

Publicat juntament amb la pel·lícula homònima de Bertolucci.
- Driscoll, Mark. Absolute Erotic, Absolute Grotesque: The Living, The Dead, and The Undead in Japan's Imperialism, 1895–1945.  Durnham: Duke University Press, 2010. ISBN 978-0822347613.
- Fenby, Jonathan. Chiang Kai-shek China's Generalissimo and the Nation He Lost.  New York: Carroll & Graf, 2004. ISBN 9780786739844.
- Headland, Isaac Taylor. Court Life in China.  F.H. Revell, 1909. ISBN 978-0-585-15029-1.
- Johnston, Reginald Fleming. Twilight in the Forbidden City.  Soul Care Publishing, 2008. ISBN 978-0-9680459-5-4.
- Li Shuxian. My Husband Puyi: Puyi yu wo / [Li Shuxian kou shu ; Wang Qingxiang zheng li ; Changchun shi zheng xie wen shi zi liao yan jiu wei yuan hui bian].  Chuan guo xin hua shu dian jing xiao, 2006. ISBN 978-7-208-00167-1.

De la cinquena esposa de Puyi Li Shuxian. Els records de la seua vida junts van ser escrits per Wang Qingxian. Una versió en anglès traduïda per Ni Na va ser publicada per China Travel and Tourism Press.
- Li, Konghuai. History of Administrative Systems in Ancient China (en chino).  Joint Publishing (H.K.) Co., Ltd., 2007. ISBN 978-962-04-2654-4.
- Lu, Simian. The General History of China (en chino).  New World Publishing, 2008. ISBN 978-7-80228-569-9.
- Wang, Yü-Ch'üan «An Outline of The Central Government of The Former Han Dynasty». Harvard Journal of Asiatic Studies. Harvard Journal of Asiatic Studies, Vol. 12, No. 1/2, 12, 1/2, junio 1949, pàg. 134–187. DOI: 10.2307/2718206. JSTOR: 2718206.
- Weinberg, Gerhard. A World In Arms: a Global History of World War II.  Cambridge: Cambridge University Press, 2005. ISBN 978-0-521-61826-7.
- Young, Louise. Japan's Total Empire: Manchuria and the Culture of Wartime Imperialism.  Los Angeles: University of California Press, 1998. ISBN 978-0520219342.